# Rydel-Seiffer-Stimmgabel

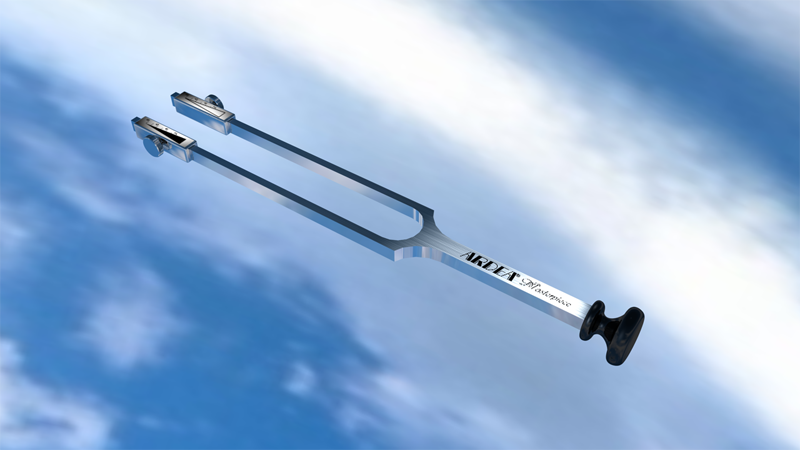
Stimmgabel nach Rydel-Seiffer mit abnehmbaren Gewichten

Die Rydel-Seiffer-Stimmgabel (benannt nach Adam Rydel und Friedrich Wilhelm Seiffer) ist ein medizinisches Instrument, mit dem man das Vibrationsgefühl (Pallästhesie) des Menschen untersuchen kann.

## Physikalische und physiologische Grundlagen
Eine Stimmgabel ist ein mechanischer Biegeschwinger in Gestalt einer zweizinkigen Gabel, üblicherweise aus Stahl. Die Zinken werden durch einen Schlag oder durch Zusammendrücken und abruptes Loslassen in Schwingungen versetzt. Sie schwingen in einer Ebene gegensinnig. Die Schwingungsfrequenz hängt unter anderem von der Länge und der Masse der Zinken ab. Die Schwingungsknoten der Grundfrequenz befinden sich am Übergang vom geraden zum runden Abschnitt eines Zinken (d. h. die Amplitude ist hier gleich Null). Das Schwingen der Zinken führt zu Längsschwingungen des Stimmgabelstiels.
Die initiale Schwingungsamplitude der Zinken wird durch die Stärke der Anregung bestimmt. Sie verringert sich aufgrund von Energieabgabe an die Umgebung (Dämpfung) mit der Zeit exponentiell. Aufsetzen des Stimmgabelstiels auf einen Gegenstand überträgt die Schwingungen auf diesen und dämpft dadurch ihre Amplitude (nicht die Frequenz). Vom menschlichen Körper werden die einwirkenden Schwingungsamplituden eines Stimmgabelstiels als – im Verlaufe sich abschwächende – Vibrationen wahrgenommen.
Rezeptoren für Vibrationsreize in Haut und Skelett sind die Pacini-Körperchen an den Endigungen von myelinisierten Aß-Nervenfasern; durch ihre Stimulierung entsteht die Sinnesmodalität „Vibrationsempfinden“ (Pallästhesie).

## Beschreibung des Instruments
Es handelt sich um eine gewöhnliche 128 Hz Stimmgabel, die ca. 23 cm lang und speziell präpariert ist. Ihre Schenkel sind an den Enden mit abnehmbaren Metallgewichten von je 25 g beschwert (wodurch ihre Eigenfrequenz auf 64 Hz abnimmt). Den Gewichten ist eine geometrische Figur (Gradenigo-Dreieck, nach Giuseppe Gradenigo (1859–1926)) aufgedruckt und eine von proximal nach distal aufsteigende achtteilige Skala. Eine moderne Rydel-Seiffer-Stimmgabel, wie abgebildet, wiegt ca. 128 g.

### Gradenigo-Dreieck

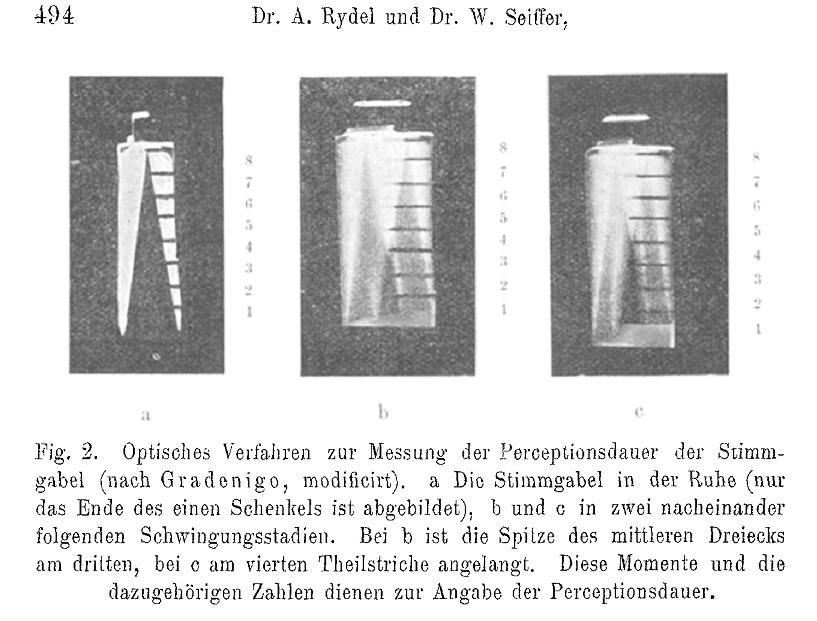
Ruhendes und schwingendes Gradenigo-Dreieck. A. Rydel, W. Seiffer Arch. Psychiatr. Nervenkr. 1903

Bei der Betrachtung des 64 mal pro Sekunde hin und her schwingenden Gradenigo-Dreiecks erscheint -flimmernd- dem menschlichen Auge das nach rechts wie links ausgelenkte Dreieck gleichzeitig und quasi stillstehend, und dazwischen, durch teilweise Überlagerung beider Dreieckserscheinungen, der Eindruck eines gleichfalls nichtschwingenden dritten Dreiecks. Dieses wird mit abschwächender Schwingung immer größer, seine Spitze strebt dem Ende der Skala (von 0 bis 8) zu, während die seitlichen Dreiecke immer mehr zusammenrücken und ihre Überlagerung zunimmt. Sind die Schwingungen zum Stillstand gekommen, überlagern sich die drei Dreiecks-Erscheinungen vollständig in einem ruhenden Gradenigo-Dreieck.
Dieses optische Phänomen beruht auf der Eigenschaft des menschlichen Auges, Bilder, die häufiger als ca. 30 mal pro Sekunde in Folge einwirken, nicht mehr als Einzelbilder unterscheiden zu können, sondern sie zu fusionieren – dadurch ist es möglich, durch Projektion von mehr als 30 Bildern pro Sekunde beim Betrachter den Eindruck von „bewegten Bildern“ zu erzeugen (Film). Siehe auch Flimmerverschmelzungsfrequenz.

### Benutzung des Instruments
Der Untersucher hält die Stimmgabel mit der einen Hand zwischen Daumen und Zeigefinger am Stiel fest und versetzt sie mit der anderen Hand in maximale Schwingungen (durch Zusammendrücken und abruptes Loslassen der Schenkel). Er setzt das Ende des Stiels auf die zu untersuchende Struktur (z. B. einen tastbaren Knochenvorsprung wie das Großzehengrundgelenk) und beobachtet das Schwingen der Schenkel anhand der dabei erzeugten optischen Erscheinungen eines Gradenigo-Dreiecks.
Diese Erscheinungen und ihre Bedeutung werden hier mit den Worten der Erstbeschreiber wiedergegeben:
Die an die Stimmgabel aufgesetzten Gewichte (Klemmen) tragen nämlich einen Papierstreifen mit einer geometrischen Figur, am besten einem hohen, schwarzen Dreieck (s. Fig. 2 u. 3). Die Höhe des Dreiecks ist durch verticale Striche in mehrere gleiche Theile getheilt. Setzt man nun die hiermit versehene Stimmgabel in Schwingungen, so verwischen sich die Contouren des Dreiecks, indem zwei nebeneinander gelegene verschwommene Dreiecke entstehen. Mit der Abnahme der Amplitude, also zugleich mit der Abnahme der Intensität des Vibrationsgefühls, zerfliessen allmählich die beiden Dreiecke in eins, welches in der Mitte zwischen den verschwommenen liegt und während der weiteren Abnahme der Schwingungsamplitade immer höher wird, d. h. mit seiner Spitze immer höhere Querstriche erreicht. Erst wenn die Gabel ganz zu schwingen aufgehört hat, sehen wir das ursprüngliche Dreieck wieder vollständig und scharf contourirt. Nach Gradenigo verhalten sich die Zeitwerthe, in denen das Dreieck von einem Querstrich bis zum andern gelangt, wie n2 : n3 : n4 : n5. Benennen wir nun die einzelnen Theilstriche mit Zahlen, so können wir die Dauer der Empfindung nach diesen Zahlen bezeichnen; auch ist es dann möglich, kurz anzugeben, dass bei einem bestimmten Individuum und bei einer gewissen Stimmgabel die Vibration an der und der Stelle bis zum Theilstrich 3, 4 oder 5 u. s. w. empfunden wird. [...] Die Zeitdauer, während welcher die optische Figur noch Schwingungen anzeigt, bezeichneten wir je nach dem Querstrich mit den Zahlen 1 bis 8; dauerte das Vibrationsgefühl bei dem Untersuchten etwas länger als die sichtbare Vibration der optischen Figur, so bezeichneten wir diesen Grad mit der Zahl 9, ein sehr langes Ueberdauern des Vibrationsgefühls aber mit der Zahl 10. (A. Rydel, W. Seiffer, Archiv für Psychiatrie und Nervenkrankheiten 1903;37(2):488-536)
Die maximale Schwingungsdauer vom Schwingungsbeginn (auf der Skala 0) bis Schwingungsende beträgt ca. 30 Sekunden. Der Teilstrich 8 auf der Skala- und damit den Schwingungsstillstand- ist für das menschliche Auge bereits nach ca. 20 Sekunden erreicht. Durch Aufsetzen des Stimmgabelfußes auf einen schwingungsfähigen Gegenstand überträgt sich Schwingungsenergie von der Stimmgabel auf den Gegenstand, was die Schwingungen dämpft und die maximale Schwingungsdauer auf ca. 25 Sekunden verkürzt (und dementsprechend die Zeitintervalle zwischen den Teilstrichen).
Am Beispiel einer Schwingungsdauer von ca. 20 Sekunden zwischen den Teilstrichen 0 und 8 der Gradenigo-Skala sind die errechneten Zeitintervalle zwischen den einzelnen Teilstrichen nachstehend tabellarisch aufgeführt:
| Zahlenbeispiel: errechnete Zeitintervalle zwischen den Teilstrichen |                         |
| Gradenigo-Skalierung, Teilstriche                                   | Zeitintervall, gerundet |
| 0-1                                                                 | 1,2 Sekunden            |
| 1-2                                                                 | 1,44 Sekunden           |
| 2-3                                                                 | 1,73 Sekunden           |
| 3-4                                                                 | 2,07 Sekunden           |
| 4-5                                                                 | 2,49 Sekunden           |
| 5-6                                                                 | 2,99 Sekunden           |
| 6-7                                                                 | 3,58 Sekunden           |
| 7-8                                                                 | 4,30 Sekunden           |

Im Zahlenbeispiel dauert das Vibrieren mit großer Schwingungsamplitude (von Teilstrich 0 bis 3) nur ca. 4 Sekunden und bietet dem Untersucher wie dem Untersuchten nur 1-2 Sekunden Zeit pro Teilstrich zum Erkennen der Wahrnehmungsschwelle. Dieser Umstand beeinträchtigt die Genauigkeit der Ablesung in diesem Skalenbereich stark und führt dazu, dass Werte > 4 sicherer abgelesen werden (und darum vermutlich häufiger diagnostiziert werden) als Werte < 4.
Die Unterteilung der Schwingungsdauer kann als Maß für die Unterteilung der Schwingungsamplitude angesehen werden, denn die Schwingungsamplitude steht in umgekehrtem Verhältnis zur Dauer des Schwingens und nimmt nach Schwingungsbeginn exponentiell mit der Zeit ab, wie McKinley 1928 an einer 128 Hz Stimmgabel demonstriert hat. So ist die Schwingungsamplitude und damit der Vibrationsreiz bei 0 am größten und bei 8 am geringsten.

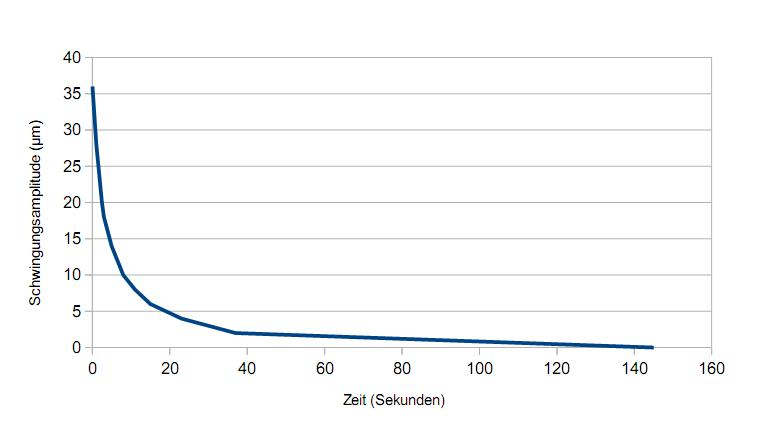
Schwingungsamplitude und Schwingungsdauer einer 128 Hz Stimmgabel, nach McKinley 1928

### Beziehung zwischen Schwingungsamplitude und Schwingungsdauer
Carol Liniger et al. konnten durch Parallelmessungen mit einem elektromagnetischen Vibrameter und der Rydel-Seiffer-Stimmgabel den Achtel-Teilstrichen der Skala von 0-8 die jeweils entsprechenden Schwingungsamplituden (in µm) zuordnen.
| Rydel-Seiffer-Stimmgabel, Schwingungsdauer und Schwingungsamplitude, nach Liniger 1990, Abb. 2 | Rydel-Seiffer-Stimmgabel, Schwingungsdauer und Schwingungsamplitude, nach Liniger 1990, Abb. 2 | Rydel-Seiffer-Stimmgabel, Schwingungsdauer und Schwingungsamplitude, nach Liniger 1990, Abb. 2 |
| ---------------------------------------------------------------------------------------------- | ---------------------------------------------------------------------------------------------- | ---------------------------------------------------------------------------------------------- |
| Schwingungsdauer, gemäß Skala                                                                  | Vibrameter (Schwingungsamplitude, Median(Bereich), µm )                                        |                                                                                                |
| Abschnitt 1-2, entspricht                                                                      | ca. 15 (4-170) µm                                                                              |                                                                                                |
| Abschnitt 3-4, entspricht                                                                      | ca. 7 (2-22) µm                                                                                |                                                                                                |
| Abschnitt 5-6, entspricht                                                                      | ca. 1 (0,5-7) µm                                                                               |                                                                                                |
| Abschnitt 7-8, entspricht                                                                      | ca. 0,4 (0,1-4) µm                                                                             |                                                                                                |

## Untersuchungsvorgang und Interpretation des Befundes
Die zu untersuchende Person wird informiert, dass mit der Anwendung der Stimmgabel bei ihr Vibrationen hervorgerufen werden und sie den Zeitpunkt genau angeben solle, an dem ihre Wahrnehmung dieser Vibrationen völlig aufgehört hat. Die in maximale Schwingungen versetzte Stimmgabel wird auf die zu untersuchende Struktur aufgesetzt, wobei der Untersucher das Gradenigo-Dreieck an einem Stimmgabelschenkel fest im Blick behält und sich von der untersuchten Person der genauen Zeitpunkt angeben lässt (jetzt!), an dem das Vibrationsgefühl erloschen ist. In diesem Moment wird die Position der Dreieckspitze auf der achtteiligen Skala vom Untersucher abgelesen.
Ein niedriger Wert auf der Skala bedeutet eine hohe Wahrnehmungsschwelle (geringe Empfindlichkeit), ein hoher Wert das Gegenteil.
Nach modernem Verständnis soll das abgelesene Ergebnis nicht die Dauer der Vibrationswahrnehmung (Schwingungsdauer) darstellen, sondern die Wahrnehmungsschwelle für eine bestimmte Reizstärke (Vibrationsstärke, Schwingungsamplitude), wie Lehmacher und Berger 1992 formulierten: Die Stimmgabel hat eine Meßvorrichtung (Skalierung von 0-8) an der die Schwingungsamplitude abgelesen werden kann und somit eine Quantifizierung des Vibrationsempfindes möglich ist.
Carol Liniger et al. haben die Rydel-Seiffer Stimmgabel 1990 nicht nur mit einem elektromagnetischen Vibrameter validiert, sie haben auch altersadjustierte Stimmgabel-Normwerte erstellt und Befunde bei diabetischer Polyneuropathie erhoben.

## Limitationen der Rydel-Seiffer Untersuchungsmethode
Da die groben Schwingungen (0/8 bis 4/8) sehr viel schneller abnehmen als die feinen (4/8 bis 8/8) kann grobes Vibrieren (große Schwingungsamplituden) vom Untersuchten nur flüchtig und ungenau wahrgenommen und vom Untersucher am Gradenigo-Dreieck abgelesen werden; mittelgradiges und schwaches Vibrieren lässt sich dagegen vom Untersucher sicher beobachten. Die Stimulus-Präsentation der unterschiedlichen Vibrationsstärken (Schwingungsamplituden) ist unterschiedlich lang, was die Vergleichbarkeit der Perzeptionen verschiedener Vibrationsstärken beeinträchtigt: sehr kurz andauerndes grobes Vibrieren kann vom Untersuchten nur undeutlich gefühlt werden, lang andauerndes schwaches Vibrieren kann vergleichsweise überdeutlich gefühlt werden. Die Varianz der Messergebnisse ist daher erheblich, ein Vibrameter (Pallästhesiometer) misst genauer.

## Klinische Verbreitung
Die Rydel-Seiffer-Stimmgabel ist seit 1990 weltweit verbreitet, wird aktuell im Rahmen der quantitativen sensorischen Testung angewandt, und ist bei den Diabetes-Disease-Management Programmen (DMP) der deutschen Krankenversicherungen und den Nationalen Versorgungsleitlinien für Diabetes mellitus vorgeschrieben.

## Diagnostik bei Nervenschäden
Bei der Untersuchung im Falle eines vermuteten Nervenschadens erlaubt die Rydel-Seiffer-Stimmgabel die Erkennung sogenannter Polyneuropathie-Schäden. Man nutzt hierbei die Tatsache, dass das Vibrationsempfinden beeinträchtigt sein kann (Pallhypästhesie).